# Stan Nze
Stanley Ebuka Nzediegwu, conocido profesionalmente como Stan Nze, es un actor nigeriano conocido por su actuación en la adaptación de Rattlesnake de 2020.

## Biografía
Nze nació el 16 de mayo de 1989 en Lagos, Nigeria. Obtuvo una licenciatura en ciencias de la computación de la Universidad Nnamdi Azikiwe en Awka y se formó en actuación en la Stella Damasus Arts Foundation.
Debutó como actor en la serie de televisión de 2009 Private Sector. Su primer papel importante lo obtuvo en la película de 2013 Murder At Prime Suites, como un asesino en serie con trastorno afectivo bipolar.

## Filmografía

### Películas
| Año  | Título                        | Rol         | Notas                            | Ref.  |
| ---- | ----------------------------- | ----------- | -------------------------------- | ----- |
| 2013 | Murder at Prime Suites        | Adolf       | Primer protagónico               | [ 2 ] |
| 2015 | Bad Drop                      |             | También participó como productor | [ 3 ] |
| 2016 | Just Not Married              | Duke Nyamma |                                  | [ 4 ] |
| 2017 | Omoye                         | Peter       |                                  | [ 5 ] |
| 2020 | Rattlesnake: The Ahanna Story | Ahanna      |                                  | [ 6 ] |
| 2021 | Prophetess                    | Buntus      |                                  | [ 7 ] |
| 2021 | Bitter Rain                   | Ebuka       |                                  | [ 8 ] |
| 2021 | Charge and Bail               | Dotun       |                                  | [ 9 ] |

### Programas de televisión
| Año     | Título         | Rol     | Notas | Ref.   |
| ------- | -------------- | ------- | ----- | ------ |
| 2009    | Private Sector |         |       | [ 1 ]  |
|         | Tinsel         | Ohakanu |       | [ 10 ] |
| 2016-17 | This Is It     | Sam     |       | [ 11 ] |

## Premios y nominaciones
| Año  | Premios                                              | Categoría                                | Nominados                     | Resultado     | Ref.   |
| ---- | ---------------------------------------------------- | ---------------------------------------- | ----------------------------- | ------------- | ------ |
| 2016 | Premios de la Academia de Cine Africano Zulú (ZAFAA) | Mejor actor principal                    | Just not Married              | Nominado      | [ 12 ] |
| 2019 | Best of Nollywood Awards                             | Mejor actor de reparto: inglés           | Insensible                    | Nominado      | [ 13 ] |
| 2020 | Best of Nollywood Awards                             | Mejor actor en un papel principal - Igbo | Ishi Anyaocha                 | Nominado      | [ 14 ] |
| 2021 | Premios de Cine City People                          | Mejor actor                              | Rattlesnake: The Ahanna Story | Ganador       | [ 15 ] |
| 2021 | Best of Nollywood Awards                             | Mejor actor                              | Rattlesnake: The Ahanna Story | En proceso... | [ 16 ] |
| 2021 | Best of Nollywood Awards                             | Mejor beso en una película               | Rattlesnake: The Ahanna Story | En proceso... | [ 17 ] |